# Albatros L 76
Die Albatros L 76 Aeolus ist ein als Doppeldecker ausgelegtes deutsches Aufklärungsflugzeug, das in den 1920er Jahren in der Weimarer Republik im Rahmen der geheimen Wiederbewaffnung der Reichswehr von den Albatros Flugzeugwerken in Berlin-Johannisthal entworfen und gebaut wurde.

## Entwicklung
Die L 76 wurde im Auftrag des Heereswaffenamtes über die Tarnfirma Fertigungs GmbH im Rahmen der ersten Ausschreibung der Reichswehr für einen Nahaufklärer (Deckname: Erkudista = Erkundungsflugzeug für die Divisionsnahaufklärung) als deren erster Zweisitzer entwickelt. Für die Konstruktion zeichnete Walter Blume verantwortlich. Der Prototyp mit der Werknummer 10101 flog 1927 erstmals. Im gleichen Jahr folgten noch zehn weitere Exemplare (Wnr. 10102–10104, 10107, 10110–10113, 10115 und 10116), im Jahr darauf vier (10122–10125). Ein großer Teil, sechs Stück, wurde an die im russischen Lipezk gelegene Geheime Fliegerschule und Erprobungsstätte der Reichswehr abgegeben, wo sie erprobt und zur Ausbildung von Flugzeugführern, Funkern und Beobachtern genutzt wurden. Die aus Maschinengewehren und 50-kg-Bomben bestehende Bewaffnung wurde nur dort eingebaut und getestet. Andere L 76 gingen an die Luft Hansa und die Deutsche Verkehrsfliegerschule (DVS).
Im täglichen Flugbetrieb wurden jedoch bald gravierende Konstruktionsmängel offensichtlich. Der zu kurze Rumpf, eine unzureichende Höhenruderwirkung und ein zum Flattern neigendes Leitwerk sorgten für eine erhöhte Neigung zum Trudeln, das nur schwer wieder ausgeleitet werden konnte. Dies führte zu mehreren tödlichen Unfällen. Allein von den sechs in Lipezk eingesetzten L 76 wurden vier durch Abstürze zerstört, bei denen sieben Menschen ums Leben kamen. 1928 erhielt die Deutsche Versuchsanstalt für Luftfahrt (DVL) drei Flugzeuge, darunter der Prototyp, und führte unter anderem Versuche mit einem geänderten Leitwerk und einem Antrieb mit Untersetzungsgetriebe durch, danach wurden sie an den Reichsverband der Deutschen Luftfahrt-Industrie und die DVS abgegeben. Aufgrund der Tests erhielten einige Exemplare ein geändertes Leitwerk mit Ausgleichsflächen und die Bezeichnung L 76a. Die Wnr. 10101 wurde anschließend in die Sowjetunion überführt und verunglückte dort am 11. Juni 1930. Die in Deutschland zugelassenen L 76 wurden fast alle, sofern sie nicht vorher verlorengingen, im Jahr 1931 stillgelegt; lediglich die Werknummer 10113 flog bis 1933 bei der DVL in Adlershof, bis auch sie im Dezember einem Unfall zum Opfer fiel.

## Konstruktion

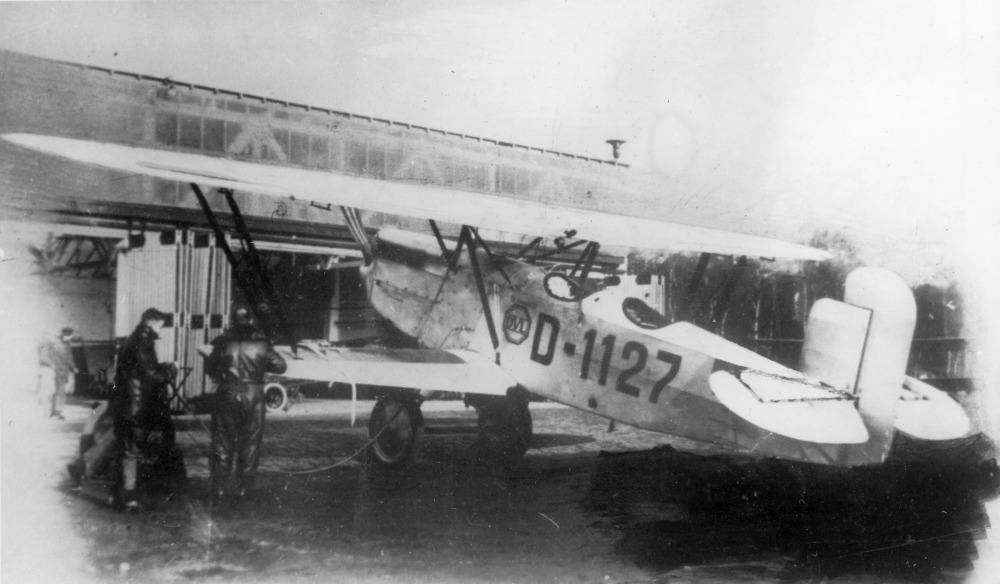
Der Prototyp, Wnr. 10101, mit geändertem Leitwerk bei der DVL in Adlershof

Die L 76 ist ein verspannter Anderthalbdecker in Gemischtbauweise mit einem Fachwerkrumpf aus mit Stoff bespannten Stahlrohren und Duraluminiumbeplankung im Bugbereich bis zum Brandschott. Der Rücken ist gewölbt und läuft zum Heck in einer senkrechten Schneide aus. Das zweiholmige, einstielige Tragwerk besteht aus dem durchgehenden Oberflügel mit Baldachin und dem Unterflügel mit durch den Rumpf gehenden Holmen und ist leicht gestaffelt und durch N-Streben verbunden. Das hölzerne Gitterwerk aus Holmen und Rippen ist mit Sperrholz beplankt. Querruder befinden sich nur im Oberflügel. Das Leitwerk ist normal ausgeführt mit abgestrebter Höhenflosse und freistehender Seitenflosse. Höhen- und Seitenruder waren ursprünglich nicht ausgeglichen, wurden aber später mit Ausgleichsflächen versehen. Das starre Hauptfahrwerk besitzt eine durchgehende Achse und in den beiden hinteren Streben Druckgummifederung. Am Heck ist ein gefederter Schleifsporn angebracht.

## Baumuster
| Werknummer | Baujahr | Erkennungszeichen | Eigentümer                                           | Sonstiges                     |
| ---------- | ------- | ----------------- | ---------------------------------------------------- | ----------------------------- |
| 10101      | 1927    | D–1127            | DVL (Feb. 1928)                                      | Juni 1930 zerlegt             |
| 10102      | 1927    |                   |                                                      | in Lipezk, Stand 1. Okt. 1929 |
| 10103      | 1927    |                   |                                                      | in Lipezk, Stand 1. Okt. 1929 |
| 10104      | 1927    | D–1128            | DVL (Feb. 1928) Albatros (Aug. 1929) RDL (Jan. 1930) | Okt. 1931 stillgelegt         |
| 10107      | 1927    | D–1130            | DVL (Feb. 1928) RDL (Dez. 1929) → DVS                | Okt. 1931 stillgelegt         |
| 10110      | 1927    | D–1209            | DLH (Mai 1928) DVL (April 1929)                      | Feb. 1931 ausgeschlachtet     |
| 10111      | 1927    | D–1210            | DLH (Feb. 1928) DVL (Dez. 1928)                      | Juni 1929 zerstört            |
| 10112      | 1927    | D–1288            | DVL (Feb. 1928)                                      |                               |
| 10113      | 1927    | D–1283            | DVL (Juli 1928)                                      | Dez. 1933 zerstört            |
| 10115      | 1927    |                   |                                                      |                               |
| 10116      | 1927    | D–1289            | DVS (Feb. 1928)                                      |                               |
| 10122      | 1928    |                   |                                                      | in Lipezk, Stand 1. Okt. 1929 |
| 10123      | 1928    |                   |                                                      | in Lipezk, Stand 1. Okt. 1929 |
| 10124      | 1928    |                   |                                                      | in Lipezk, Stand 1. Okt. 1929 |
| 10125      | 1928    |                   |                                                      | in Lipezk, Stand 1. Okt. 1929 |

## Technische Daten
| Kenngröße                                | Daten (L 76)                                                                                           | Daten (L 76a)                                                                                          |
| ---------------------------------------- | --- | --- |
| Besatzung                                | 2 | 2 |
| Spannweite                               | 12,76 m                                                                                                | 12,76 m                                                                                                |
| Länge                                    | 8,55 m                                                                                                 | 8,55 m                                                                                                 |
| Höhe                                     | 3,74 m                                                                                                 | 3,74 m                                                                                                 |
| Flügelfläche                             | 27,8 m²                                                                                                | 27,8 m²                                                                                                |
| Flächenbelastung                         | 87,8 kg/m²                                                                                             | 87,8 kg/m²                                                                                             |
| Leistungsbelastung                       | 3,9 kg/PS                                                                                              | 3,9 kg/PS                                                                                              |
| Flächenleistung                          | 22,7 PS/m²                                                                                             | 22,7 PS/m²                                                                                             |
| Leermasse                                | 1749 kg                                                                                                | 1784 kg                                                                                                |
| Rüstmasse                                | 1925 kg                                                                                                | 1960 kg                                                                                                |
| Zuladung                                 | 515 kg                                                                                                 | 480 kg                                                                                                 |
| Startmasse                               | 2440 kg                                                                                                | 2440 kg                                                                                                |
| Antrieb                                  | ein wassergekühlter Zwölfzylinder-Viertakt-V-Motor                                                     | ein wassergekühlter Zwölfzylinder-Viertakt-V-Motor                                                     |
| Typ                                      | BMW VI 5,5                                                                                             | BMW VI 5,5                                                                                             |
| Startleistung Nennleistung Dauerleistung | 630 PS (463 kW) bei 1650/min 600 PS (441 kW) bei 1620/m am Boden 500 PS (368 kW) bei 1560/min am Boden | 630 PS (463 kW) bei 1650/min 600 PS (441 kW) bei 1620/m am Boden 500 PS (368 kW) bei 1560/min am Boden |
| Höchstgeschwindigkeit                    | 235 km/h in Bodennähe                                                                                  | 235 km/h in Bodennähe                                                                                  |
| Landegeschwindigkeit                     | 115 km/h                                                                                               | 115 km/h                                                                                               |
| Steigzeit                                | 3 min auf 1000 m Höhe                                                                                  | 3 min auf 1000 m Höhe                                                                                  |
| Dienstgipfelhöhe                         | 5000 m                                                                                                 | 5000 m                                                                                                 |
| Reichweite                               | 900 km                                                                                                 | 900 km                                                                                                 |
| Startrollstrecke                         | 120 m                                                                                                  | |
| Landerollstrecke                         | 200 m                                                                                                  | |
| Bewaffnung                               | zwei starre 7,9 mm-MG ein bewegliches 7,9-mm-MG                                                        | zwei starre 7,9 mm-MG ein bewegliches 7,9-mm-MG                                                        |
| Abwurfmunition                           | 50-kg-Bomben                                                                                           | 50-kg-Bomben                                                                                           |